# Songs by Lead Belly
Songs by Lead Belly è un album discografico del musicista blues statunitense Lead Belly pubblicato nel 1944 dalla Asch Recordings.

## Descrizione
All'epoca Lead Belly aveva rotto i rapporti con Alan Lomax ed incideva principalmente per l'etichetta di proprietà di Moe Asch. Nell'agosto 1943 incise sei canzoni per Asch. Queste tracce furono pubblicate come singoli prima di essere raccolte in un album. Nell'aprile 1944, Asch disse che Lead Belly era stato pagato 250 dollari per un'incisione speciale di How Long Blues pubblicata in 10,000 copie, un rifacimento della canzone di Leroy Carr del 1928. Nel frattempo il New York Times riportò la notizia che nel 1944 Songs by Lead Belly sarebbe uscito come nuovo album. Songs by Lead Belly (numero di catalogo Asch A-343) fu il terzo album di Lead Belly registrato per Moe Asch. Venne distribuito in formato a tre dischi da 78 giri, con note interne scritte da Charles Edward Smith.

## Tracce
1. Good Morning Blues – 2:26 – numero di matrice SC-263
2. How Long – 2:16 – numero di matrice SC-260
3. Ain't You Glad – 2:05 – numero di matrice SC-262
4. Irene – 2:25 – numero di matrice SC-261-1
5. On a Monday – 1:49 – numero di matrice SC-258
6. John Henry – 2:27 – numero di matrice SC-259